# ۳۰۷۱ نستروف
سیارک ۳۰۷۱ (به انگلیسی: 3071 Nesterov، نامگذاری:1973FT1) سه هزار و هفتادمین سیارک کشف شده‌است که در ۲۸ مارس ۱۹۷۳ کشف شد.
قدر مطلق سیارک برابر ۱۱٫۸۰ است.